# Nội lực (địa chất)

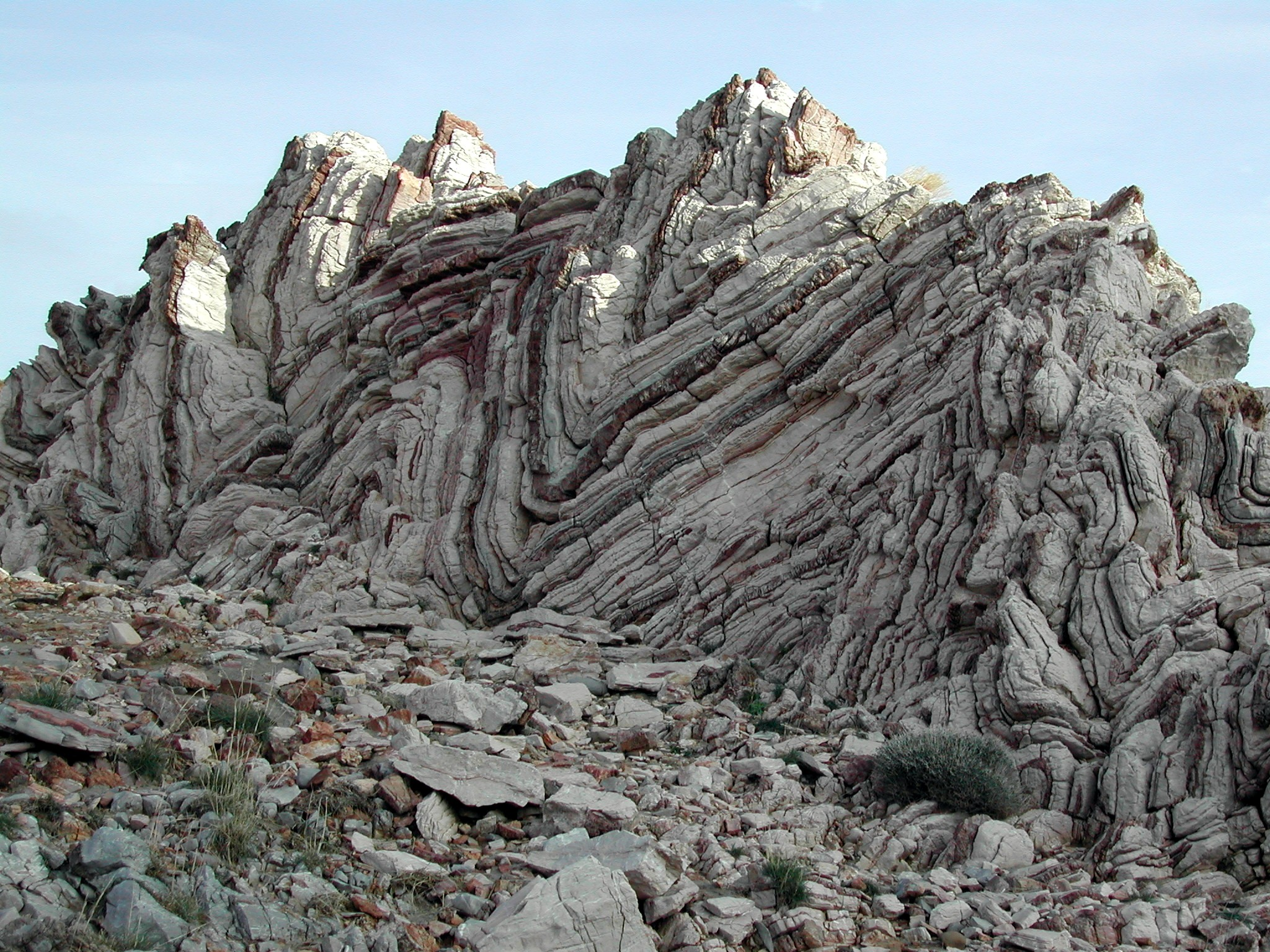
Một nếp uốn của các lớp đá trầm tích ở Crete, Hi Lạp – là một trong những tác động của nội lực.

Nội lực trong địa chất học là những lực sinh ra ở bên trong lõi Trái Đất, làm cho các lớp đá mắc ma bị uốn nếp, đứt gãy. Chúng tạo ra hiện tượng núi lửa phun trào và động đất. Trái với ngoại lực, nội lực làm nâng cao và làm bề mặt Trái Đất gồ ghề hơn. Hầu hết nội lực được sinh ra từ nguồn năng lượng trong lòng Trái Đất.

## Nguyên nhân
Nội lực được chủ yếu sinh ra nhờ nguồn năng lượng trong lòng Trái Đất như năng lượng của sự phân huỷ các chất phóng xạ, sự dịch chuyển của các động vật chất theo quy luật của trọng lực, năng lượng của các phản ứng hoá học.

## Tác động
Nội lực ảnh hưởng đến bề mặt Trái Đất thông qua các vận động kiến tạo. Kết quả của việc này là khiến cho lục địa bị nâng lên hoặc hạ xuống, các lớp đất đá bị uốn nếp hoặc đứt gãy. Đây cũng là nguyên nhân gây ra các hiện tượng động đất và núi lửa.

### Theo phương thẳng đứng
Vận động theo phương thẳng đứng của vỏ Trái Đất (có tên gọi khác là vận động nâng lên và hạ xuống) diễn ra chậm nhưng lại ảnh hưởng đến cả một vùng rộng lớn. Kết quả là làm cho khu vực này được nâng lên, trong khi khu vực khác lại bị hạ xuống, từ đó sinh ra hiện tượng biển tiến và biển thoái.
Ngày nay, vùng phía bắc của Thụy Điển và Phần Lan đang được nâng lên, trong khi phần lớn lãnh thổ Hà Lan lại bị hạ xuống. Đây là bằng chứng chứng tỏ vận động theo phương thẳng đứng của vỏ Trái Đất hiện vẫn tiếp tục diễn ra.

### Theo phương ngang

#### Đứt gãy

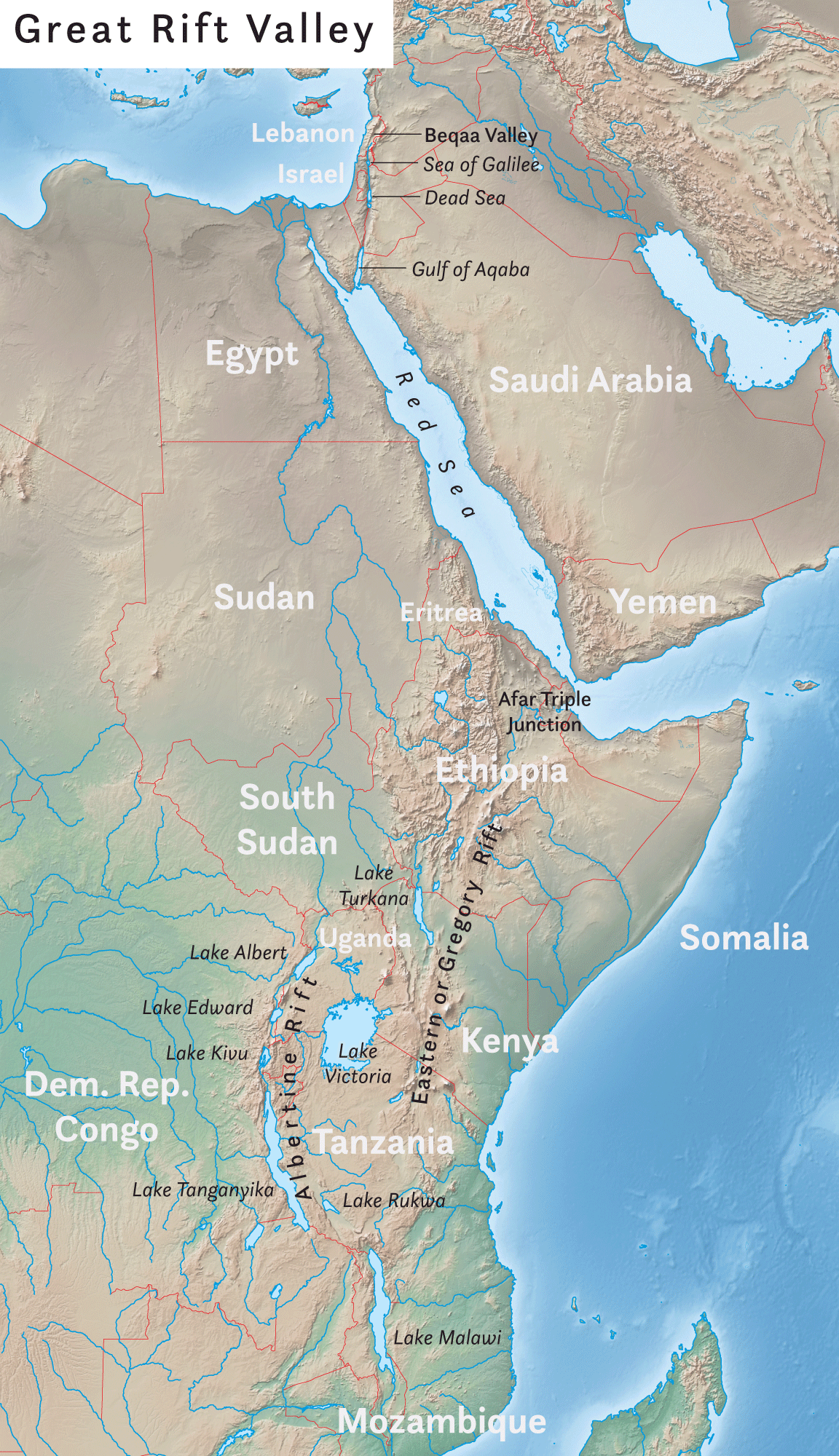
Biển Đỏ và các hồ hẹp và dài ở Đông Phi thực chất là những địa hào bị ngập nước.

Vận động kiến tạo theo phương nằm ngang xảy ra ở những vùng đá cứng sẽ làm cho các lớp đã bị gãy, đứt ra rồi dịch chuyển ngược hướng nhau theo phương gần thẳng đứng hay nằm ngang. Kết quả là tạo ra các hẻm vực, thung lũng. Sự dịch chuyển với biên độ lớn sẽ làm cho các lớp đá có phần trổi lên, có phần bị sụt xuống, sinh ra các địa luỹ, địa hào. Biển Đỏ và các hộ dài, hẹp ở Đông Phi đều là những địa hào bị ngập nước.

#### Uốn nếp
Uốn nếp là hiện tượng lực ép nén đá theo phương nằm ngang, khiến cho đất đá bị uốn thành nếp nhưng không phá vỡ tính chất liên tục của chúng.
Lực ép ban đầu thường chỉ có cường độ yếu nên chỉ làm cho lớp đất đá bị thay đổi thế nằm đầu tiên thành các nếp uốn. Nhưng về sau lực ép có cường độ mạnh khiến khu vực bị ép dâng lên cao.